# Mercenary (album)
Pour les articles homonymes, voir Mercenary.
Albums de Bolt Thrower
Who Dares Wins
(1998) Honour - Valour - Pride
(2001)
Mercenary est le sixième album studio du groupe de death metal britannique Bolt Thrower. Sorti en 1998, son titre entier est en fait Mercenary Into the Killing Zone.

## Composition du groupe
- Karl Willets : chant
- Gavin Ward : guitare
- Baz Thomson : guitare
- Jo Bench : basse
- Alex Thomas : batterie

## Liste des titres
1. Zeroed - 5:46
2. Laid To Waste - 4:40
3. Return From Chaos - 5:04
4. Mercenary - 5:54
5. To The Last... - 5:24
6. Powder Burns - 4:46
7. Behind Enemy Lines - 5:18
8. No Guts, No Glory - 4:07
9. Sixth Chapter - 5:40